# تخطيط الاستنماء
تخطيط الاستنماء (Auxanography) هو دراسة آثار التغيرات في البيئة على نمو الميكروبات بواسطة مخططات الاستنماء. ؛ حيث ابتُكرت أولاً على يد بيجيرينك  لاختبار تأثير الوسط الغذائي المختلف على البكتيريا.
حيث تُحاط البكتيريا بوسط يُعرف بالتكيف السيئ لتغذيتها ومن ثم تسقط في الحلول المختبرة المضافة للسطح. ستطور البكتيريا بسرعة في هذه البقع، إذا تمت إضافة المغذيات الأساسية إليها.